# William Dickeson
William Dickeson (* 26. März 1983 in Clare) ist ein australischer Straßenradrennfahrer.
William Dickeson begann seine Karriere 2006 bei dem australischen Continental Team Savings & Loans. In seinem ersten Jahr dort gewann er eine Etappe bei der Tour of the Southern Grampians. In der Saison 2008 belegte er den zehnten Platz beim Melbourne to Warrnambool Cycling Classic. 2010 und 2011 fuhr er für die US-amerikanische Mannschaft Jelly Belly Cycling. 2011 wurde Dickeson Ozeanienmeister im Einzelzeitfahren.

## Erfolge
2011
- Ozeanienmeister – Einzelzeitfahren

## Teams
- 2006 Savings & Loans
- 2007 Savings & Loans
- 2008 Savings & Loans
- 2009 Savings & Loans
- 2010 Jelly Belly-Kenda
- 2011 Jelly Belly Cycling